# Dorcas Muthoni
Dorcas Muthoni (Nyeri,  1979) es una  ingeniera y emprendedora keniana, directora general y fundadora de la empresa Openworld. Con su trabajo como empresaria e informática está transformando positivamente la vida de la sociedad africana, los gobiernos y las empresas.

## Biografía
Dorcas Muthoni se graduó en Informática por la Universidad de Nairobi, especializándose en las redes inalámbricas, en la radio-comunicaciones y la planificación tecnológica estratégica, entre otras materias.
Cuando tenía 24 años, fundó OpenWorld, una empresa de consultoría de software a la región de África Oriental, la cual se ha consolidado como un centro de código abierto, está involucrada en algunas de las aplicaciones web y de la nube más utilizadas en la África, como ARIOS, utilizada por los cincuenta y cuatro estados de la Unión Africana, o OpenBusiness, una herramienta de administración de negocios basada en la nube.
Fundó la organización AfChix para proporcionar asesoramiento y orientación a mujeres y niñas en las TIC. Desde el año 2004, a través de esta entidad, ha impulsado congresos y encuentros, y ha facilitado las carreras de computación y la formación continua de este colectivo que la han convertido en un modelo a seguir para estas generaciones.
Anteriormente, trabajó en la creación de la red de educación de Kenia convirtíendose en pionera en la investigación y la enseñanza en África (KENET) y proporcionando una infraestructura digital común a más de treinta universidades e instituciones de investigación del país.
En 2008, en reconocimiento de su trayectoria recibió el premio Change Agent del Instituto Anita Borg de la Mujer y la Tecnología (AnitaB.org). En 2009, fue seleccionada como una Rising Talent por Women's Forum, una red de mujeres con gran talento y potencial para convertirse en figuras influyentes en un futuro, y el 2013, fue elegida por Young Global Leader del World Economic Forum, un panel de líderes mundiales menores de 40 años.
Ha sido investida doctora honoris causa por la Universidad Pompeu Fabra en 2017, por su tarea en la promoción de los estudios de ingeniería entre las jóvenes de África, la mentoria de los jóvenes, y su compromiso social con la lucha contra la pobreza.